# Rodrigo Pérez de Urrea
Rodrigo Pérez de Urrea o Ruy Pérez de Urrea fue un noble aragonés del siglo XII. Uno de los primeros miembros históricamente corroborados del linaje de los Jiménez de Urrea, fue uno de los grandes barones del reino durante las guerras civiles que tuvieron lugar a la muerte de Alfonso I el Batallador.

## Biografía
Rodrigo era hijo de Pedro Jiménez, justicia del rey y tenente de Urrea de Jalón y Turbena. El origen exacto de su padre o la identidad de su madre han sido fuente de debate académico pero su padre ya consta como uno de los seniores del reino de Aragón y Pamplona desde 1116 y fue un importante colaborador del rey. Se ha propuesto que la madre de Rodrigo podría haber sido de origen castellano, dado el nombre que recibió Rodrigo.
Hacia 1128 el padre de Rodrigo desaparece de los escatocolos reales y desde al menos 1131 Rodrigo consta a cargo de las tenencias que habían sido de su padre. Otras posesiones son en cambio más debatidas entre los estudiosos. Aunque Rodrigo no sucedió a su padre en el título de justicia del rey, sí que consta como uno de los grandes magnates del reino y entre otros actos fue uno de los testigos del testamento de Alfonso I el Batallador durante el asedio de Bayona. Consta igualmente junto al rey en su última campaña en 1134.
A la muerte del rey en 1134, dicho testamento abrió una serie de conflictos por el trono. Frente a la presión de Alfonso VII de León, hijastro del rey, o de García Ramírez de Pamplona, Rodrigo consta como uno de los barones del reino que toma partido desde el principio por el hermano del Batallador, Ramiro II el Monje. Rodrigo Pérez extendió sus dominios a localidades como Épila y formó junto al tenente de Maluenda, Juan Díaz, un partido defensor de Ramiro II en el valle del Jalón. Por ello Alfonso VII y García Ramírez pactaron una ofensiva conjunta contra Rodrigo Pérez y Juan Díaz.
En los subsecuentes avances de uno y otro bando Rodrigo aparece no solo fiel a Ramiro II, sino posteriormente en el bando de su yerno y sucesor Ramón Berenguer IV con el que en la década de 1140 se le menciona incluso a cargo de Calatayud y de la totalidad del río Jalón. Pese a este auge regional se conocen rencillas de los años pasados con los otros barones de la zona. Es singularmente el caso de Íñigo Galíndez de Alagón, vasallo del poderoso Artal I de Alagón, con el que Rodrigo arrastraba una disputa que zanjó solo en 1143 con varios señores como testigos. Para algunos historiadores ese proceso marca la progresiva delimitación de las zonas de influencia de las casas de Urrea y Alagón en la zona, algo que marcaría las dinámicas regionales en los siglos siguientes.
Rodrigo Pérez debió fallecer hacia 1146, pues en 1147 constan ya sus hijos compartiendo sus tenencias. Había tenido con una mujer denominada Toda al menos dos vástagos, Jimeno I de Urrea, que eventualmente se convertiría en el sucesor del corazón de sus dominios, y Pedro de Biota, que estableció una rama cadete en Biota.